# Hemgölen (Överums socken, Småland)
Hemgölen är en sjö i Västerviks kommun i Småland och ingår i Storån-Botorpsströmmens kustområde. Sjön har en area på 0,0575 kvadratkilometer och ligger 29,2 meter över havet.

## Delavrinningsområde
Hemgölen ingår i det delavrinningsområde (642845-153040) som SMHI kallar för Inloppet i Ryven. Medelhöjden är 71 meter över havet och ytan är 7,62 kvadratkilometer. Räknas de 7 avrinningsområdena uppströms in blir den ackumulerade arean 100,73 kvadratkilometer. Avrinningsområdets utflöde Loftaån (Sedingsjöån) mynnar i havet. Avrinningsområdet består mestadels av skog (59 procent). Avrinningsområdet har 0,06 kvadratkilometer vattenytor vilket ger det en sjöprocent på 0,8 procent. Bebyggelsen i området täcker en yta av 1,67 kvadratkilometer eller 22 procent av avrinningsområdet.